# Aspermont
Aspermont is een plaats (town) in de Amerikaanse staat Texas, en valt bestuurlijk gezien onder Stonewall County.

## Demografie
Bij de volkstelling in 2000 werd het aantal inwoners vastgesteld op 1021.
In 2006 is het aantal inwoners door het United States Census Bureau geschat op 851, een daling van 170 (-16,7%).

## Geografie
Volgens het United States Census Bureau beslaat de plaats een oppervlakte van
5,4 km², geheel bestaande uit land. Aspermont ligt op ongeveer 543 m boven zeeniveau.
Op 21 kilometer ten zuidwesten van de plaats ligt de dubbele bergtop Double Mountain.

## Plaatsen in de nabije omgeving
De onderstaande figuur toont nabijgelegen plaatsen in een straal van 40 km rond Aspermont.